# Curb Records
Curb Records, auch bekannt als Asylum-Curb und ursprünglich bekannt als MCG Curb, ist ein amerikanisches Independent-Label, das 1964 von Mike Curb als Sidewalk Records gegründet wurde. Curb Records veröffentlicht Musik von Musikern aus den Bereichen Country-Musik, moderne Christliche Musik sowie Pop und Rock.

## Geschichte
Curb Records wurde 1964 von Mike Curb unter dem Namen Sidewalk Records gegründet. Curb schrieb und produzierte zu diesem Zeitpunkt für zahlreiche Künstler und veröffentlichte auch eigene Singles und Alben. Er stand bei Mercury Records unter Vertrag.
Die erste Single auf dem Label erschien 1965 mit dem Titel Blue Guitar / Apache ’65 seiner ehemaligen Highschool-Band Davie Allan & the Arrows. Im gleichen Jahr produzierte Curb die erste Single von Linda Ronstadt und ihrer damaligen Band The Stone Poneys, die auf Sidewalk Records erscheinen sollte. Stattdessen folgte 1966 von The Mugwumps Bald Headed Woman / Jug Band Music als zweite Aufnahme des Labels. Die Stone Poneys veröffentlichten später, wahrscheinlich 1968, die Singles So Fine / Everybody Has Their Own Ideas. Sidewalk Records veröffentlichten zudem mehrere Soundtracks, darunter den von The Electric Flag eingespielten Soundtrack von The Trip (1967), Psych-Out (1968), The Wild Racers (1968) und Hell’s Belles (1969). Ebenfalls 1967 erschien die Compilation Golden Hits of the Paris Sisters der vor allem in den 1950er und frühen 1960er Jahren erfolgreichen Frauenband The Paris Sisters. Von 1969 bis 1973 wurde Sidewalk mit MGM Records zusammengeführt, wo Mike Curb als Geschäftsführer von MGM und Verve Records tätig war und mit zahlreichen erfolgreichen Musikern arbeitete.
1975 startete Curb Records sein sehr erfolgreiches Programm als Independent-Label mit Alben von The Four Seasons und den Bellamy Brothers, in den Folgejahren ergänzt vor allem durch Shaun Cassidy und Debby Boone. 1978 erschien die erste Single und im Folgejahr das Album Whiskey Bent and Hell Bound des bereits langjährig erfolgreichen Hank Williams Jr. auf dem Label und für ihr Album Heart to Heart wechselte 1979 auch Susie Allanson zu Curb. Es folgten zahlreiche weitere Künstler und das Programm verbreiterte sich vor allem in den 1980er Jahren bis in die Gegenwart zunehmend.
2012 startete Curb Records Sidewalk als neues Label und Imprint in Anlehnung an den ursprünglichen Namen des Labels und veröffentlicht damit Alben von Heidi Newfield, Clay Walker und auch Hank Williams III.

## Künstler und Aufnahmen (Auswahl)
Nach eigenen Angaben produzierte Curb Records in seiner mehr als 50-jährigen Geschichte mehr als 4500 Aufnahmen mit Charterfolg, darunter über 430 Nummer-eins-Hits und mehr als 1500 Top-Ten-Hits. Im Folgenden sind einige Künstler gelistet, die bei Curb Record oder deren Ablegern unter Vertrag sind und waren:
| - Paul Anka - Eddy Arnold - Rodney Atkins - Bananarama - The Beat Farmers - Bellamy Brothers - Bomshel - Debby Boone - Junior Brown - Shaun Cassidy - Petula Clark - Billy Ray Cyrus - Billy Dean - The Desert Rose Band - The Electric Flag - Exile - The Four Seasons - Fun Factory | - Gloria Gaynor - Don Gibson - Amy Grant - Group 1 Crew - Merle Haggard - Cledus T. Judd - The Judds - Brian Kennedy - Hal Ketchum - Rachael Lampa - Lyle Lovett - C. W. McCall - Maureen McGovern - Willie Nelson - Nitty Gritty Dirt Band - The Osmonds | - LeAnn Rimes - Kenny Rogers - Sixpence None the Richer - Ray Stevens - The Stone Poneys - B. J. Thomas - Mel Tillis - Randy Travis - Clay Walker - Dale Watson - Whigfield - Hank Williams, Jr. - Hank Williams III - Wynonna Judd |

## Belege
1. ↑  Robert Plante: Sidewalk Records Discography; abgerufen am 10. Juli 2016.
2. ↑  About us (Memento des Originals vom 3. Juli 2016 im Internet Archive)  Info: Der Archivlink wurde automatisch eingesetzt und noch nicht geprüft. Bitte prüfe Original- und Archivlink gemäß Anleitung und entferne dann diesen Hinweis. auf der offiziellen Website von Curb Records; abgerufen am 10. Juli 2016.